# Emilia Musicardi
Emilia Musicardi es uno de los personajes de Esperando la carroza, una obra de teatro que fue llevada al cine en 1985, con una segunda parte estrenada en 2009, interpretada por Lidia Catalano.

## El protagonista
Emilia Musicardi es la única mujer de los cuatro hijos de Mamá Cora. Quedó viuda y al cuidado de su hijo Cacho, un chico con retraso mental que lo único que sabe hacer es jugar al fútbol con los niños del barrio. Los dos viven en una vivienda muy precaria, sostenidos por el trabajo de Emilia como lavandera y sirvienta. Emilia siente un gran afecto por su madre y es, junto con su hermano Jorge, uno de los personajes más afectados por la noticia del supuesto fallecimiento de su madre. 
En la segunda parte de la historia, Emilia parece dar a entender que su hijo Cacho no estará más con ella. Ahora tiene un nuevo retoño, Rulo. Vive al lado del matadero clandestino de su hermano Antonio y está agradecida de que éste le permita vivir y trabajar tanto a ella como a su hijo en ese humilde lugar. Su cuñada Nora sólo parece querer aprovecharse de ella, intentando utilizarla como personal doméstico para ayudarla en la organización de su fiesta de 25º aniversario. Si bien Emilia está agradecida a la vida por lo poco que tiene, a pesar de esto, parece albergar resentimientos contra sus hermanos a causa de sus mejores condiciones económicas.

## Más allá del personaje
Emilia es la hermana más sacrificada de la familia. Sin marido y con un hijo al que mantener, sólo puede contar con su trabajo para alimentarse. Representa la extrema pobreza que se vive en Argentina. Sin vivienda y con mucho sacrificio logra sobrevivir duramente en la realidad que le toca vivir.